# Mammalian Species
Mammalian Species – czasopismo naukowe wydawane przez American Society of Mammalogists. Co roku publikuje około 25-30 numerów z opisami gatunków ssaków. W czasopiśmie o długości od dwóch do czternastu stron obszernie opisana jest systematyka, zachowanie, genetyka, anatomia, fizjologia, występowanie, ekologia i ochrona ssaków. Czasopismo wydawane jest od 1969 roku. Do 2014 roku wydano 906 numerów z czego 889 dostępnych jest w internecie w formacie PDF.